# Halyna Zoebtsjenko
Halyna Oleksandrivna Zoebtsjenko (Oekraïens: Галина Зубченко Олександрівна) (Kiev, 19 juli 1929 – aldaar, 4 augustus 2000) is een kunstschilderes uit Oekraïne. Ze was bekend om haar muurschilderingen, en om haar eigen stijl. Haar leermeester was Ochrim Kravtsjenko.
Van 1944 tot 1949 volgde ze de Republican Art School, een middelbare school in Kiev, gespecialiseerd in kunst. Daarna studeerde ze aan de Academie in Kiev, waar ze in 1959 afstudeerde.
Zoebtsjenkowas lid van de Club of Creative Youth en in 1965 trad ze toe tot de Union of Artists of Ukraine.

## Galerij

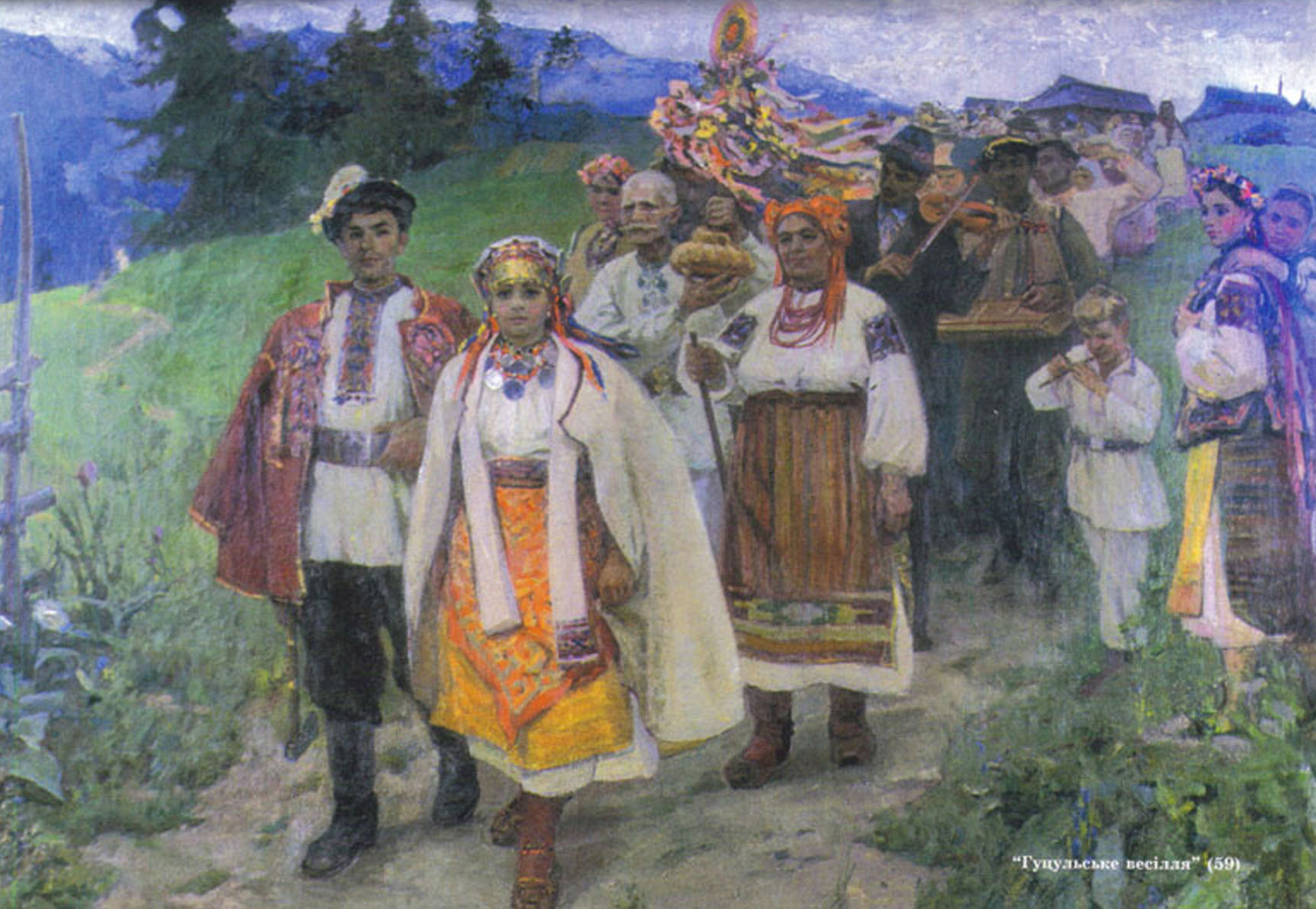
Hutsul Wedding, (1959). Olieverf op canvas, 180 × 241 cm. Ivan Gonchar Museum, Kiev.
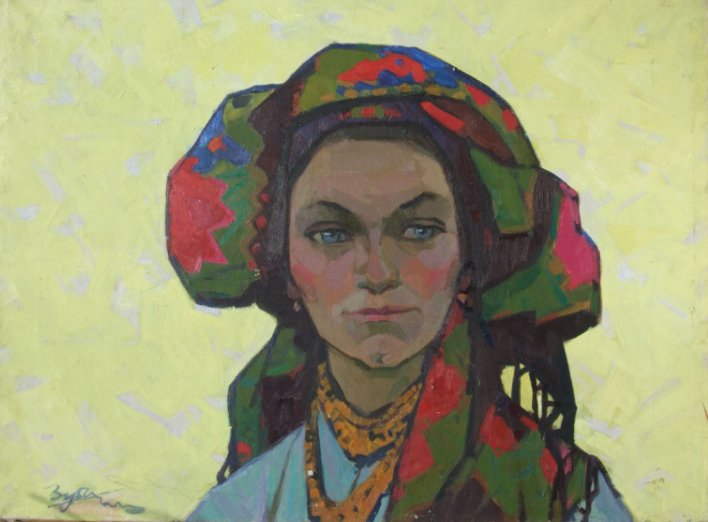
Mistress of the Mountains, (1962). Olieverf op canvas, 72 × 95 cm.
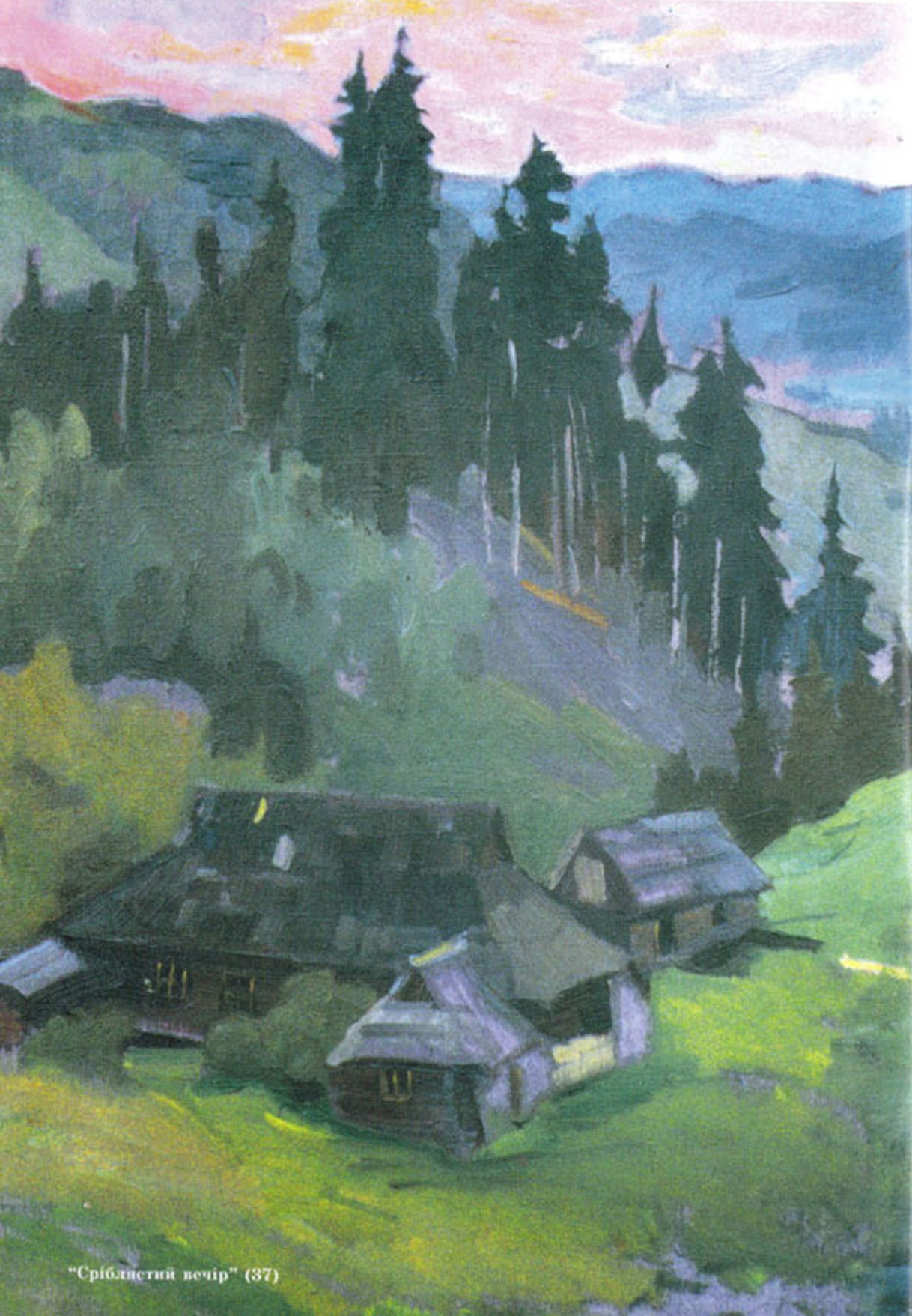
Silver Evening, (1963). Olieverf op canvas, 77,5 × 54 cm. Ivan Gonchar Museum, Kiev.
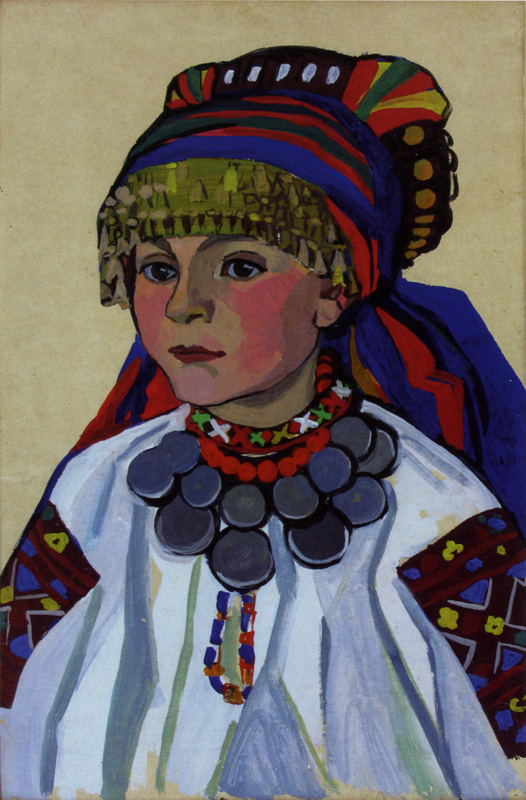
Princess Gannusya, (1962). Olieverf op canvas, 67 × 46 cm.